# Orthothecium
Orthothecium és un gènere de molses de la família de les hipnàcies encara que alguns autors la consideren un gènere de la família Plagiotheciaceae.

## Descripció
Les molses d'aquest gènere tenen una forta brillantor de to metàl·lic. Són petites, de color verd daurat, bru-rogenc o bé verd. Els caulidis (tiges) són de gràcils a robusts i generalment poc ramificats. Els caulidis primaris són prostrats i tenen rizoides axil·lars mentre que els secundaris són ascendents. Algunes espècies formen estolons. Els caulidis i les seves ramificacions són densament frondoses. Els fil·lidis són lanceolats, còncaus o amb plecs longitudinals. El nervi hi és absent o bé molt curt i doble. Les cèl·lules de la làmina són bastant homogènies. Són plantes rarament fèrtils que presenta un esporòfit de seta vermella. La càpsula és vertical o lleugerament inclinada i presenta peristoma doble i opercle cònic.

## Taxonomia
Conté 17 espècies acceptades, de les quals dues (Orthothecium intricatum i Orthothecium rufescens) són autòctones de Catalunya:
- Orthothecium acuminatum
- Orthothecium austrocatenulatum
- Orthothecium bollei
- Orthothecium celebesiae
- Orthothecium chryseum
- Orthothecium diminutivum
- Orthothecium duriaei
- Orthothecium filum
- Orthothecium hyalopiliferum
- Orthothecium intricatum
- Orthothecium lapponicum
- Orthothecium nilgheriense
- Orthothecium ovicarpum
- Orthothecium rufescens
- Orthothecium schlagintweitii
- Orthothecium strictum
- Orthothecium trichophyllum